# Juliaca cinctella
Juliaca cinctella är en insektsart som först beskrevs av Melichar 1951.  Juliaca cinctella ingår i släktet Juliaca och familjen dvärgstritar. Inga underarter finns listade i Catalogue of Life.